# Messier 43
Messier 43 (També coneguda com a Nebulosa de Mairan, M43oNGC 1982) és una nebulosa difusa, de reflexió i emissió, situada a la constel·lació d'Orió. Va ser descoberta per Jean-Jacques Dortous de Mairan; al 1769 Charles Messier la catalogà amb el número M43. William Herschel la va catalogar com a regió HII.
La nebulosa de Mairan forma part de la nebulosa d'Orió, i està separada de la nebulosa principal per un filament de pols. Sembla estar excitada per l'estrella HD 37061, Nu Orionis, i que contindria en el seu interior una petita nebulosa estel·lar..